# Вагатозеро
Вагато́зеро (фін. Vahatjärvi) — озеро в Пряжинському районі Республіки Карелія.

## Загальний опис
Форма овальна. Береги невисокі. Дно мулисте, вздовж узбережжя ґрунти піщані. Котловина льодовикової генези.
Західне узбережжя озера утворене переважно піщаними пляжами. Островів на озері немає. Водна рослинність представлена очеретом, осокою.
В озері мешкає 18 видів риб, у тому числі сиг, ряпушка, плітка, лящ, щука, судак, окунь, минь.
На західному березі озера було виявлено стоянку первісних людей, датовану III—II тис. до н. е.
На північно-західному березі озера розташоване село Нижня Салма.
У 1960-ті роки на озері проводився сплав деревини, працювали катери «Хвиля» та «Штиль».

## Галерея

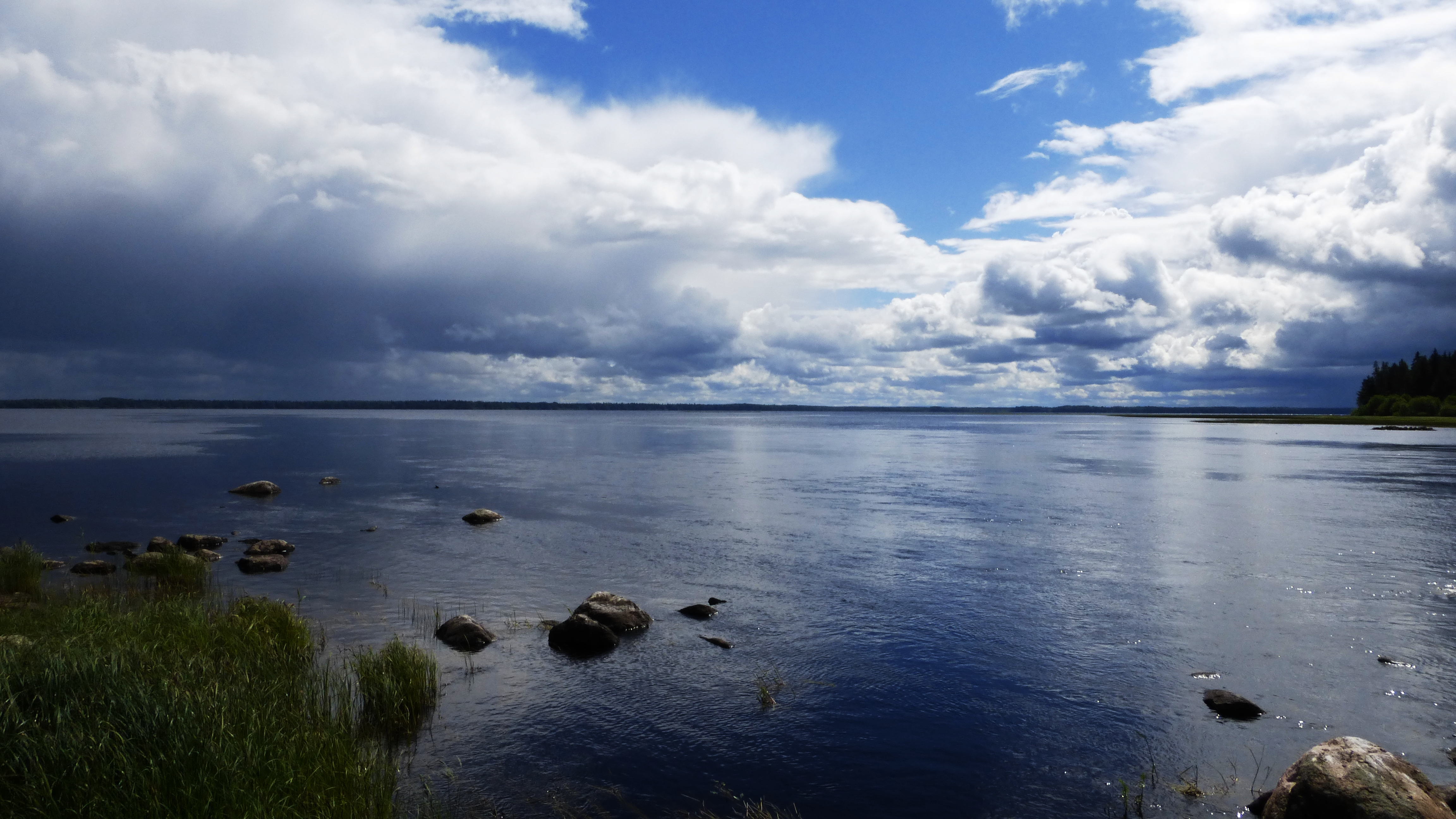
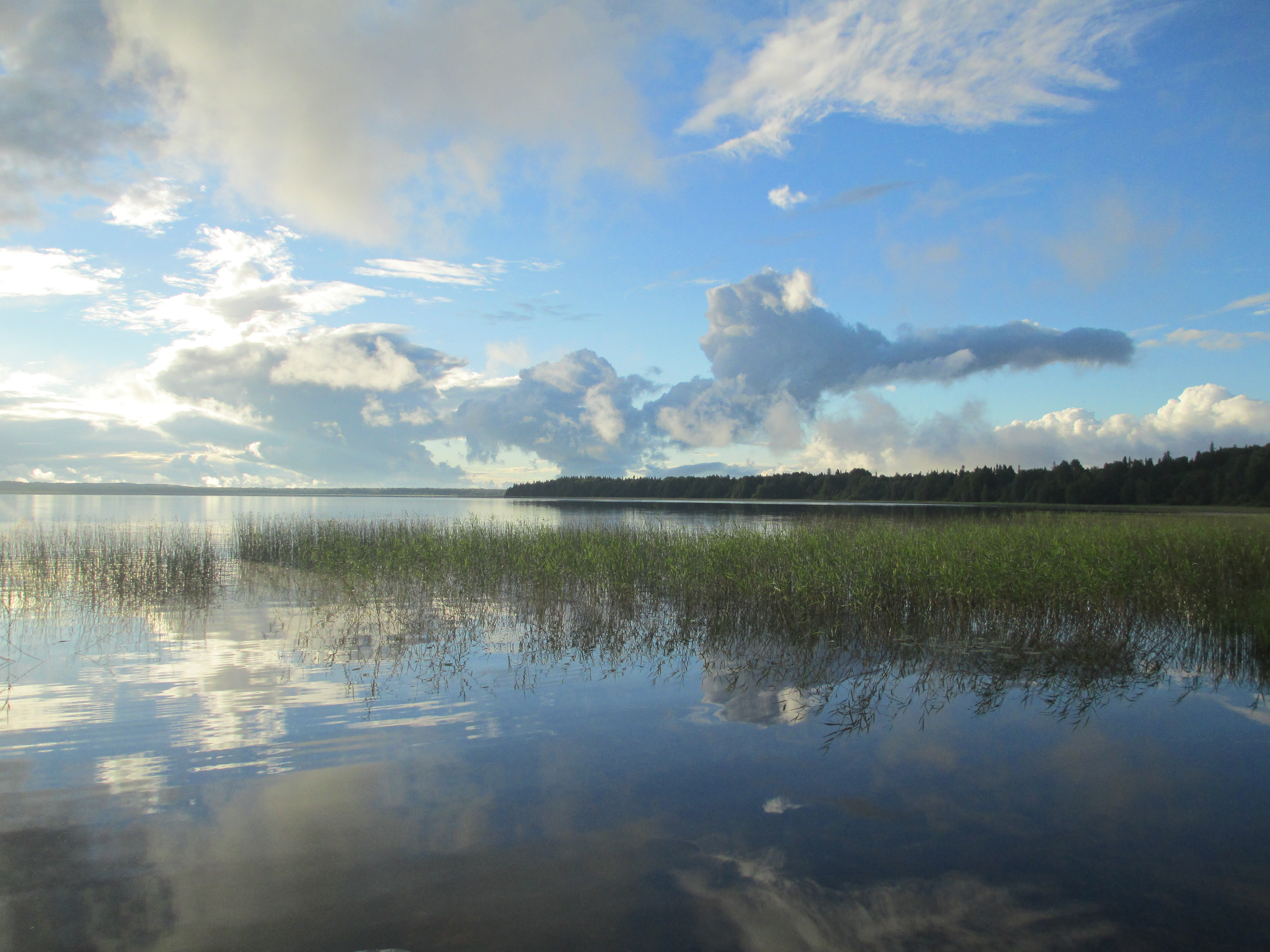